# Ankathattahalli, Bangarapet
Ankathattahalli là một làng thuộc tehsil Bangarapet, huyện Kolar, bang Karnataka, Ấn Độ.